# Павличич, Миладин
Миладин Павличич (серб. Миладин Павличић; 19 августа 1920, Горица — 17 мая 1943, Биоче) — югославский черногорский партизан времён Народно-освободительной войны Югославии, Народный герой Югославии.

## Биография
Родился 19 августа 1920 в селе Горица (около Даниловграда). Родом из среднезажиточной крестьянской семьи. Окончив начальную школу в родном селе и гимназию в Даниловграде, поступил в педагогическое училище в Цетине. Состоял в молодёжном революционном движении, дважды участвовал в забастовках 1938 и 1940 года против директора и действий властей. Руководил протестами как член Союза коммунистической молодёжи Югославии. За свои действия был исключён из училища, один год отучился в Баня-Луке и вернулся в Цетине.
Будучи студентом 4-го курса, Миладин встретил Апрельскую войну. После капитуляции Югославии он участвовал в восстании 13 июля, в боях за Спуж и Даниловград, а также в боях за Вели-брд. В августе 1941 года принят в Коммунистическую партию. С осени 1941 года служил в Еленацком батальоне партизанского отряда «Биели Павле», с начала 1942 года политрук Косичкой роты в Косоволужском батальоне того же отряда. Через месяц переведён в сектор Синяевины, где, будучи солдатом 1-го Черногорского ударного батальона против четников, а также против немцев и их союзников. Вёл бои на территории Боснии, Герцеговины и Черногории.
С середины июня 1942 года батальон Миладина вошёл в состав 5-й пролетарской черногорской ударной бригады, но после его разделения в составе одной роты Павличич отправился в Пиперы и Белопавличи, где продолжил работу в Народно-освободительном движении. Рота прошла через множество боёв, около половины бойцов погибли. Миладин продолжил пропагандистскую деятельность вместе с Душаном Мугошей, делегатом КПЮ в Албании, который был принят в Верховный штаб НОАЮ после возвращения. В начале августа 1942 года вернулся в 5-ю черногорскую бригаду, встретившись с её частями в окрестностях Прозора; служил сначала в 4-м, а затем в 5-м Зияметском батальоне (заместитель политрука роты). Был стрелком (пистолет-пулемёт), лично участвовал в боях. В августе 1942 года в боях под Грачаницей лично уничтожил несколько противников.
В декабре 1942 года в селе Силайджевини близ Дони-Вакуфа с группой солдат Павличич вёл многочасовую борьбу с немцами, обороняя высоту. Подавал личный пример, благодаря чему его рота отличилась в битве на Неретве (в боях за Кониц и дорогу Кониц—Острожац). В этих боях Павличич участвовал как бомбаш (бомбардир). Его батальон потерял много людей в битве на Неретве, сократившись до роты, и был включён в 4-й батальон. Миладин остался политруком роты.
17 мая 1943 Миладин Павличич погиб в боях за Биоче против итальянцев. Его отряд нанёс большие потери противнику: 739 убитых, раненых и пленных. Миладина похоронили на кладбище православной церкви. После окончания войны он был перезахоронен на кладбище Народных героев на горе Горица (около Подгорицы), где ныне стоит Памятник Партизану-борцу.
Звание Народного героя Югославии присвоено Миладину Павличичу указом Президиума Народной скупщины ФНРЮ от 20 декабря 1951.